# Liga Femenina de Baloncesto 1964
La Liga Femenina de Baloncesto de España 1964 es la 1.ª temporada de dicha competición. Esta es la primera temporada que se disputa el campeonato de Liga Nacional Femenina de Primera División. Los años anteriores se disputaba el Campeonato de España de Baloncesto Femenino, hoy incluido dentro del palmarés de la actual Copa de la Reina. Después de once ediciones del Campeonato de España, para 1964 se inicia la Liga de Primera División, en la que participan inicialmente los ocho equipos que jugaron el Campeonato de España la temporada anterior excluyendo al representante canario e incluyendo en su lugar al Real Zaragoza. Se instaura también una Liga de Segunda División para el resto de equipos. El Campeonato de España dejó de celebrarse.

## Formato
Primera fase
- Dos grupos de 4 equipos cada uno, donde juegan todos contra todos los de su grupo a dos vueltas.
- Los dos primeros de cada grupo se clasifican para la Fase final.

Fase final
- La juegan los dos primeros de cada grupo de semifinales.
- Los equipos se encuadran en un único grupo, donde juegan todos contra todos a una vuelta en una sede fija.

## Primera fase

### Grupo A
| Pos. | Equipo           | PJ | G | P | PF | PC | DP | Pts | Clasificación o descenso   |       | MED   | CRE   | GRA   | COR   |
| ---- | ---------------- | -- | - | - | -- | -- | -- | --- | -------------------------- | ----- | ----- | ----- | ----- | ----- |
| 1    | Medina Madrid    | 6  | 4 | 2 | 0  | 0  | 0  | 10  | Clasifican a la Fase final |       | —     | 36–32 | 45–30 | ND    |
| 2    | CREFF Madrid     | 6  | 4 | 2 | 0  | 0  | 0  | 10  | Clasifican a la Fase final |       | ND    | —     | 49–35 | 61–22 |
| 3    | Granada          | 6  | 2 | 4 | 0  | 0  | 0  | 8   |                            |       | ND    | 38–36 | —     | ND    |
| 4    | Medina La Coruña | 6  | 2 | 4 | 0  | 0  | 0  | 8   |                            | 17–38 | 37–51 | 33–32 | —     |       |

 Fuente: Hispaligas

### Grupo B
| Pos. | Equipo               | PJ | G | P | PF | PC | DP | Pts | Clasificación o descenso   |       | IND   | ZAR   | PIC   | VAL   |
| ---- | -------------------- | -- | - | - | -- | -- | -- | --- | -------------------------- | ----- | ----- | ----- | ----- | ----- |
| 1    | Indo Barcelona       | 6  | 4 | 2 | 0  | 0  | 0  | 10  | Clasifican a la Fase final |       | —     | 52–20 | 39–18 | 37–17 |
| 2    | Zaragoza             | 6  | 4 | 2 | 0  | 0  | 0  | 10  | Clasifican a la Fase final |       | 49–39 | —     | 46–52 | 48–37 |
| 3    | Picadero             | 6  | 2 | 4 | 0  | 0  | 0  | 8   |                            |       | 32–56 | 41–55 | —     | 37–19 |
| 4    | Royce-Dimar Valencia | 6  | 2 | 4 | 0  | 0  | 0  | 8   |                            | 38–33 | ND    | 42–25 | —     |       |

 Fuente: Hispaligas

## Fase final
Todos los partidos de disputaron en el Polideportivo de Madrid.
| Pos. | Equipo         | PJ | G | P | PF  | PC  | DP  | Pts | Clasificación |  | CRE | MED   | ZAR   | IND   |
| ---- | -------------- | -- | - | - | --- | --- | --- | --- | ------------- |  | --- | ----- | ----- | ----- |
| 1    | CREFF Madrid   | 3  | 3 | 0 | 149 | 112 | +37 | 6   | Campeón       |  | —   | 41–39 | 73–43 | 35–31 |
| 2    | Medina Madrid  | 3  | 2 | 1 | 138 | 107 | +31 | 5   |               |  | 0   | —     | 50–36 | 50–30 |
| 3    | Zaragoza       | 3  | 1 | 2 | 127 | 169 | −42 | 4   |               |  |     | —     | 48–46 |       |
| 4    | Indo Barcelona | 3  | 0 | 3 | 107 | 133 | −26 | 3   |               |  |     |       | —     |       |

 Fuente: Hispaligas

### Jornada 1
| 24 de abril de 1964 | CREFF Madrid                       | 73–43                              | Zaragoza                           |                                                         |  |
| 19:00               | Marcador por tiempos: 30–13, 43–30 | Marcador por tiempos: 30–13, 43–30 | Marcador por tiempos: 30–13, 43–30 |                                                         |  |
|                     | Estadísticas A. Couchoud 20        | Reporte Pts                        | Estadísticas Calvo 21              | Pabellón: Polideportivo, Madrid Árbitros: Garcés, Morer |  |

| 24 de abril de 1964 | Medina Madrid                     | 50–30                             | Indo Barcelona                    |                                                           |  |
| 20:30               | Marcador por tiempos: 12–22, 38–8 | Marcador por tiempos: 12–22, 38–8 | Marcador por tiempos: 12–22, 38–8 |                                                           |  |
|                     | Estadísticas Martínez, Gómez 12   | Reporte Pts                       | Estadísticas Vilas 8              | Pabellón: Polideportivo, Madrid Árbitros: Palau, Villamil |  |

### Jornada 2
| 25 de abril de 1964 | Zaragoza                      | 48–46       | Indo Barcelona         |                                                          |  |
| 19:00               |                               |             |                        |                                                          |  |
|                     | Estadísticas Planas, Calvo 15 | Reporte Pts | Estadísticas Gimeno 17 | Pabellón: Polideportivo, Madrid Árbitros: Balasch, Morer |  |

| 25 de abril de 1964 | CREFF Madrid                       | 41–38                              | Medina Madrid                      |                                                             |  |
| 20:30               | Marcador por tiempos: 17–17, 24–21 | Marcador por tiempos: 17–17, 24–21 | Marcador por tiempos: 17–17, 24–21 |                                                             |  |
|                     | Estadísticas T. Pérez 13           | Reporte Pts                        | Estadísticas Martínez 14           | Pabellón: Polideportivo, Madrid Árbitros: Barbero, Molinero |  |

### Jornada 3
| 26 de abril de 1964 | CREFF Madrid                       | 35–31                              | Indo Barcelona                     |                                                           |  |
| 11:00               | Marcador por tiempos: 17–16, 18–15 | Marcador por tiempos: 17–16, 18–15 | Marcador por tiempos: 17–16, 18–15 |                                                           |  |
|                     | Estadísticas Dicenante 8           | Reporte Pts                        | Estadísticas Bovet 12              | Pabellón: Polideportivo, Madrid Árbitros: Balasch, Garcés |  |

| 26 de abril de 1964 | Medina Madrid                      | 50–36                              | Zaragoza                           |                                                         |  |
| 12:30               | Marcador por tiempos: 19–14, 31–22 | Marcador por tiempos: 19–14, 31–22 | Marcador por tiempos: 19–14, 31–22 |                                                         |  |
|                     | Estadísticas Gómez de Frutos 26    | Reporte Pts                        | Estadísticas Planas 19             | Pabellón: Polideportivo, Madrid Árbitros: Sancho, Morer |  |

| Campeonas de la Liga Femenina de Baloncesto 1964 |
| ------------------------------------------------ |
| CREFF Madrid 1º título                           |

## Postemporada
- Campeonas de la Liga Femenina de Baloncesto 1964: CREFF Madrid (1er título).
- Clasificadas para Copa de Europa 1964-65: CREFF Madrid.
- Descendidas a Segunda División:  no hay descensos.
- Ascendidas de Segunda División:  Juventud Badalona y Medina San Sebastián.